# Telocricus nicaraguae
Telocricus nicaraguae är en mångfotingart som först beskrevs av Chamberlin 1915.  Telocricus nicaraguae ingår i släktet Telocricus och familjen storjordkrypare.
Artens utbredningsområde är Nicaragua. Inga underarter finns listade i Catalogue of Life.